# Tibulle et Délie
Personnages
- Délie
- Tibulle

Tibulle et Délie  est un opéra en un acte de Mademoiselle Beaumesnil, sur un livret de Louis Fuzelier, créé le 31 mars 1784 à l'Opéra de Paris,,.
C'est la remise en musique de l'acte Les Saturnales du ballet Les festes grecques et romaines de François Colin de Blamont,,,.

## Argument
L'argument se passe à la campagne et dépeint un épisode de la romance entre le poète latin Tibulle et Délie. De peur d'offenser Délie, Tibulle se déguise en son esclave Arcas. Mais Délie le démasque et bien que l'aimant également, elle décide de tester son amour en prétendant en aimer un autre. À la fin Délie révèle ses vrais sentiments et les amants chantent un duo d'amour. Un chœur final de bergers et d'esclaves demandent à Saturne de les protéger de la douleur et de la tristesse.

## Rôles et créateurs
| Rôles                                                                  | Tessiture | Création, Opéra de Paris (31 mars 1784) |
| ---------------------------------------------------------------------- | --------- | --------------------------------------- |
| Délie                                                                  |           | Antoinette Saint-Huberty                |
| Tibulle                                                                |           | Jean-Joseph Rousseau (it)               |
| Ballet : Dlles Guimard, Peslin, Pérignon ; les sieurs Gardel, Nivelon. |           |                                         |

## Histoire de l'œuvre
Beaumesnil connaissait Les festes grecques et romaines pour avoir chanté le rôle de Délie lors d'une reprise en 1770.
Cet opéra est le troisième composé par une femme joué à l'Opéra de Paris,.
L'Opéra de Paris reconnait la compatibilité du style de Beaumesnil avec celui de Gluck en faisant en 1784 de Tibulle et Délie  la pièce compagne d'Iphigénie en Tauride de Gluck.
Tibulle et Délie  est loué pour « sa finesse, sa grâce et son sentiment, » en particulier dans la partie musicale de Délie. Les critiques ont également apprécié le fait que Beaumesnil, qui a été l'interpète de grands opéras, soit passées à la création : « Par un double talent, vous captivez nos cœurs. »
C'est la seule oeuvres de Beaumesnil dont la partition soit arrivée jusqu'au début du XXIe siècle.